# Sphecomyrminae
Sous-famille
Tribus de rang inférieur
- † Haidomyrmecini
- † Sphecomyrmini
- † ? Zigrasimeciini

Les Sphecomyrminae sont une sous-famille éteinte de fourmis ayant vécu au cours du Crétacé supérieur. 

## Liste des genres
Elle est subdivisée en deux (ou trois selon Fossilworks), tribus qui regroupent au total dix genres :
- † Haidomyrmecini, les « fourmis de l'enfer » :
  - † Ceratomyrmex
  - † Haidomyrmex
  - † Haidomyrmodes
  - † Haidoterminus
  - † Linguamyrmex
- † Sphecomyrmini :
  - † Baikuris
  - † Cretomyrma
  - † Dlusskyidris
  - † Sphecomyrma
  - † Zigrasimecia
- † ? Zigrasimeciini :
  - † ? Zigrasimecia
  - † ? Boltonimecia (synonyme  possible de Sphecomyrma canadensis[2]).